# Le Cadavre no 5
Pour les articles homonymes, voir cadavre et 5 (homonymie).
Le Cadavre no 5 est une comédie littéraire du journaliste et chansonnier belge Georges Duvigneaud (1883-1935) parue en 1923, qui fut portée au cinéma sous le même titre par Gaston Schoukens en 1932.

## Fiche technique
- Titre : Le Cadavre no 5
- Titre alternatif : Eulalie, qu'as-tu fait ?
- Réalisateur et producteur : Gaston Schoukens
- Scénariste : adaptation  d'un roman de Georges Duvigneaud
- Photographie : Charles Lengnich
- Société(s) de production :  Lux Film See
- Pays : Belgique
- Langue originale : français
- Format :  Noir et blanc
- Genre : Comédie
- Durée : 80 minutes
- Année de sortie :1932

## Distribution
- Edouard Bréville : Pruneau
- Renée Courtex : Jeanne
- Fernand Crommelynck : le commissaire
- Marguerite Daulboys : Madame Pruneau
- Zizi Festerat
- Lucien Mussière : Sidoine Loriot
- Rittche
- Jean Schouten : Gropsky
- Teraets : l'oncle
- Julia Vander Hoeven : le concierge
- Gladys Warland : Boubou